# Abdanan
Abdanan (en persan : آبدانان) est une ville située dans la province d'Ilam en Iran.